# Huang Changzhou
Huang Changzhou, född 20 augusti 1994, är en friidrottare från Kina. Han deltog vid olympiska sommarspelen 2016 och olympiska sommarspelen 2020.